# Canton de Chalon-sur-Saône-Ouest
Le canton de Chalon-sur-Saône-Ouest est un ancien canton français situé dans le département de Saône-et-Loire et la région Bourgogne-Franche-Comté.

## Histoire
Le canton a été créé en 1985.

## Représentation
| Période | Période | Identité         | Étiquette | Qualité |
| ------- | ------- | ---------------- | --------- | --- |
| 1985    | 1988    | Dominique Perben | RPR       | Maire de Chalon-sur-Saône (1983-2002) Conseiller régional (1992-1993) Député de Saône-et-Loire (1986-1993, 1995 et 1997-2002) Ministre (1993-1995, 1995-1997 et 2002-2007) |
| 1988    | 2001    | Jean Truc        | PS        | Professeur de lettres, conseiller municipal de Chalon-sur-Saône |
| 2001    | 2008    | Fréderique Molay | UMP       | Écrivaine, directrice de cabinet de Dominique Perben |
| 2008    | 2015    | Nathalie Leblanc | PS        | Professeure de collège, maire-adjointe de Chalon-sur-Saône |

## Composition
| Communes          | Population (2012) | Code postal | Code Insee |
| ----------------- | ----------------- | ----------- | ---------- |
| Chalon-sur-Saône  | 50 124 (1)        | 71100       | 71076      |
| Châtenoy-le-Royal | 5 938             | 71880       | 71118      |

(1) fraction de commune.

## Démographie
| 1962 | 1968 | 1975 | 1982 | 1990 | 1999   | 2007   |
| ---- | ---- | ---- | ---- | ---- | ------ | ------ |
| -    | -    | -    | -    | -    | 19 979 | 19 162 |